# Burbon

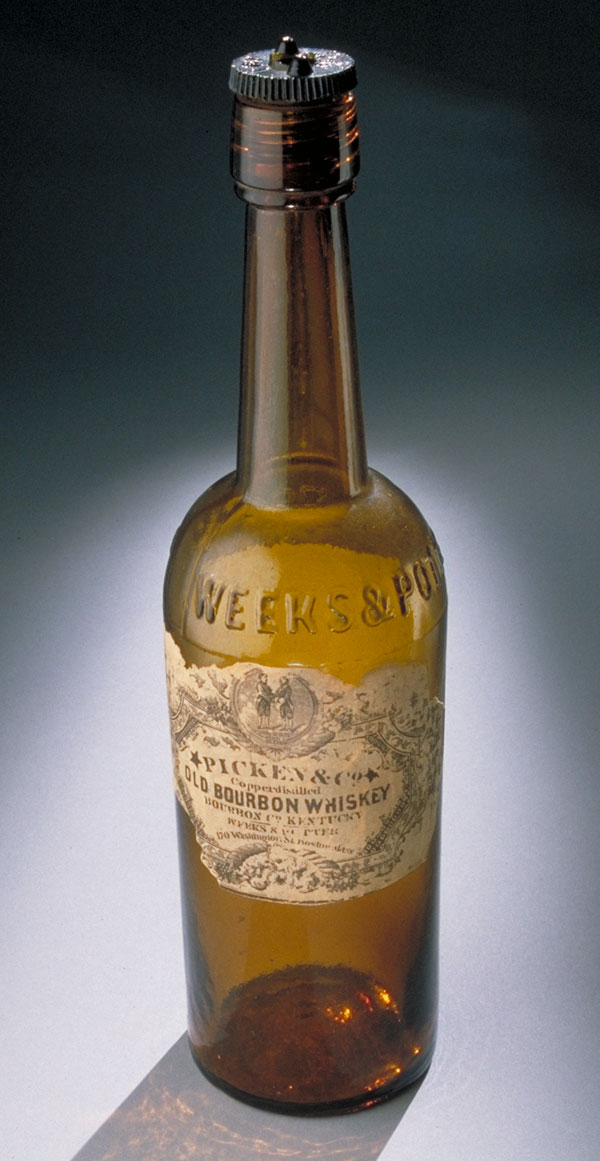
Dziewiętnastowieczna butelka burbona z Gettysburga

Burbon albo bourbon – whiskey amerykańska, produkowana z kukurydzy i innych zbóż (żyto, słodowany jęczmień). Zawartość kukurydzy wynosi min. 51% (najczęściej ok. 70%). Burbon jest leżakowany w świeżych beczkach dębowych, co nadaje mu charakterystyczny smak. Produkowany jest od XVIII wieku.

## Aspekty prawne
Ustalony 4 maja 1964 roku przez federalne rozporządzenie standard, określa jakie warunki musi spełniać burbon.
- Burbon musi być zrobiony z mieszanki zboża, składającej się w co najmniej 51% z kukurydzy zwyczajnej[1].
- Burbon po destylacji musi zawierać co najwyżej 80% czystego alkoholu.
- Burbon musi być wyprodukowany z użyciem jedynie w pełni naturalnych składników.
- Burbon musi być leżakowany w nowych, opalonych beczkach dębowych[1].
- Burbon nie może być wlewany do beczek, jeśli ma więcej niż 62,5% czystego alkoholu.
- Trunek spełniający powyższe kryteria, który był leżakowany co najmniej dwa lata, może być nazwany Straight Bourbon[2].
- Burbon leżakowany krócej niż cztery lata musi posiadać informacje o okresie jego leżakowania.

Większość sprzedawanych obecnie burbonów jest produktem powstałym z mieszanki składającej się w co najmniej dwóch trzecich z kukurydzy oraz leżakowany co najmniej cztery lata. Pomimo iż spełniają one warunek, aby być nazwane „Straight Bourbon”, nie zawsze są tak oznaczone. W sprzedaży można również znaleźć tanie burbony, leżakowane trzy bądź dwa lata.

## Proces produkcyjny
Zwykle mieszanka zboża składa się w 70% z kukurydzy, natomiast pozostałą część stanowią pszenica lub żyto oraz słód jęczmienny. Mieszanka ta, zwana zacierem, poddawana jest fermentacji z dodatkiem dundru odzyskanego po poprzednim procesie destylacji, który dodawany jest w celu uzyskania odpowiedniego pH. Produkt fermentacji jest następnie poddawany destylacji.
Powstały alkohol umieszczany jest w dębowych beczkach. W tym procesie, zwanym leżakowaniem, trunek zyskuje kolor oraz posmak drewna. Zwykle dłuższy okres leżakowania skutkuje ciemniejszym kolorem burbona.
Po zakończonym procesie leżakowania burbon wylewany jest z beczek, rozcieńczany wodą, aby uzyskać stężenie co najmniej 40% v/v. Potem rozlewa się go do butelek. Większość burbonów zawiera właśnie 40% v/v czystego alkoholu. Innymi często spotykanymi burbonami są te o mocach: 43%, 45%, 47%, 50% oraz 53,5%. Dostępne są także burbony rozlewane bezpośrednio z beczek (bez rozcieńczania), tzw. barrel proof lub cask strength. Mogą one mieć zmienne stężenie alkoholu w zależności od partii produkcyjnej, oscylujące zwykle wokół 60% v/v. W ten sam sposób oznaczane są produkty nieznacznie rozcieńczane, do uzyskania zadanego stężenia (o podobnej wartości ok. 60% v/v).
Do sprzedaży dopuszczony jest również burbon zawierający mniej niż 40% alkoholu. Musi on jednak być oznaczony jako rozcieńczony burbon (diluted bourbon).

## Pochodzenie
Burbon produkowany jest prawie wyłącznie w Stanach Zjednoczonych. Większość producentów zlokalizowana jest w Kentucky. Szacuje się, że 95% światowej produkcji burbonu pochodzi właśnie stamtąd.
Bardstown w stanie Kentucky nazywany jest „światową stolicą burbona”. We wrześniu odbywa się tam doroczna impreza Bourbon Festival.

## Historia
Wynalezienie burbona przypisuje się najczęściej protestanckiemu duchownemu – Elijah Craigowi (1743–1808). Uważa się również, że to on jako pierwszy używał do leżakowania opalonych dębowych baryłek.
Z kolei Jacob Spears uznawany jest za pierwszego, który oznaczył powstały produkt jako Burbon („Bourbon whiskey”). Nazwa whiskey pochodzi od Hrabstwa Bourbon w Kentucky.
Niemniej jednak historia przypisująca autorstwo do konkretnych osób jest mało wiarygodna. Najprawdopodobniej nie istnieje konkretny „wynalazca” burbona – trunku, który w swojej obecnej formie produkowany jest od końca XIX wieku.
James C. Crow lub Jason S. Amburgey uznawani są zwykle za autorów udoskonalenia procesu fermentacji. Polega ono na dodaniu do zacieru, przygotowanego do rozpoczęcia procesu fermentacji, pewnej niezbyt dużej ilości zacieru oddzielonego od alkoholu po poprzednim procesie fermentacji. W ten sposób dostarcza się kwas, który ogranicza wzrost bakterii, które mogłyby zanieczyścić whisky oraz jest odpowiedzialny za uzyskanie odpowiedniego pH, pozwalającego drożdżom na prawidłowe działanie.

## Marki
Booker’s, Bulleit Bourbon, Early Times, Elijah Craig, Evan Williams, Fighting Cock, Four Roses, Heaven Hill, Jim Beam, Johnny Drum, Knob Creek, Maker’s Mark, Old Crow, Old Fitzgerald, Old Forester, Rowan's Creek, Town Branch, Wild Turkey, Woodford Reserve.